# (8660) Sano
(8660) Sano (1990 TM1) – planetoida z pasa głównego asteroid okrążająca Słońce w ciągu 5,88 lat w średniej odległości 3,26 au. Odkryta 15 października 1990 roku.